# غيليس بوير
غيليس بوير (بالفرنسية: Gilles Boyer)‏ هو كاتب فرنسي، ولد في 4 يوليو 1971 في باريس في فرنسا.